# AVP Tour
Die AVP Tour ist die nationale Turnierserie der Vereinigten Staaten im Beachvolleyball. Sie wird von der Association of Volleyball Professionals veranstaltet.

## Modus
Die AVP Pro Tour besteht jedes Jahr aus unterschiedlich vielen Turnieren. Seit 2017 gibt es zwei Kategorien. Die höherwertigen Turniere gehören zur Gold Series mit mehr Preisgeld und zu gewinnenden Ranglisten-Punkten. Die anderen Turniere werden als Open veranstaltet. 2020 wurde wegen der Auswirkungen der COVID-19-Pandemie in den Vereinigten Staaten als Ersatz die AVP Champions Cup Series mit drei Turnieren ausgetragen.
Eine Besonderheit im Vergleich zu anderen Beachvolleyball-Wettbewerben ist die 2017 eingeführte Regel „point freeze“. Beim Matchball kann man nur bei eigenem Aufschlag punkten, womit das sonst übliche Rally-Point-System mit einem Punkt nach jedem Ballwechsel außer Kraft gesetzt wird.

## Übersicht der Turniere
| Jahr | Zahl | Spielorte                          | Spielorte                          | Spielorte                          | Spielorte                          | Spielorte                          | Spielorte                          | Spielorte                          | Spielorte                          | Spielorte        | Spielorte       | Spielorte       | Spielorte     | Spielorte               | Spielorte       | Spielorte       | Spielorte       | Spielorte         | Spielorte       | Spielorte         | Spielorte       | Spielorte     | Spielorte     | Spielorte       | Spielorte       | Spielorte         | Spielorte     | Spielorte     |
| ---- | ---- | ---------------------------------- | ---------------------------------- | ---------------------------------- | ---------------------------------- | ---------------------------------- | ---------------------------------- | ---------------------------------- | ---------------------------------- | ---------------- | --------------- | --------------- | ------------- | ----------------------- | --------------- | --------------- | --------------- | ----------------- | --------------- | ----------------- | --------------- | ------------- | ------------- | --------------- | --------------- | ----------------- | ------------- | ------------- |
| 2020 | 3    | Champions Cup Series in Long Beach | Champions Cup Series in Long Beach | Champions Cup Series in Long Beach | Champions Cup Series in Long Beach | Champions Cup Series in Long Beach | Champions Cup Series in Long Beach | Champions Cup Series in Long Beach | Champions Cup Series in Long Beach |                  |                 |                 |               |                         |                 |                 |                 |                   |                 |                   |                 |               |               |                 |                 |                   |               |               |
| 2019 | 8    | Huntington Beach                   | Austin                             | New York City                      | Seattle                            | Hermosa Beach                      | Manhattan Beach                    | Chicago                            | Waikīkī                            |                  |                 |                 |               |                         |                 |                 |                 |                   |                 |                   |                 |               |               |                 |                 |                   |               |               |
| 2018 | 8    | Austin                             | New York                           | Seattle                            | San Francisco                      | Hermosa Beach                      | Manhattan Beach                    | Chicago                            | Waikīkī                            |                  |                 |                 |               |                         |                 |                 |                 |                   |                 |                   |                 |               |               |                 |                 |                   |               |               |
| 2017 | 8    | Huntington Beach                   | Austin                             | New York                           | Seattle                            | San Francisco                      | Hermosa Beach                      | Manhattan Beach                    | Chicago                            |                  |                 |                 |               |                         |                 |                 |                 |                   |                 |                   |                 |               |               |                 |                 |                   |               |               |
| 2016 | 7    | New Orleans                        | Huntington Beach                   | Seattle                            | New York                           | San Francisco                      | Manhattan Beach                    | Chicago                            |                                    |                  |                 |                 |               |                         |                 |                 |                 |                   |                 |                   |                 |               |               |                 |                 |                   |               |               |
| 2015 | 7    | New Orleans                        | New York                           | Seattle                            | Manhattan Beach                    | Chicago                            | Mason                              | Huntington Beach                   |                                    |                  |                 |                 |               |                         |                 |                 |                 |                   |                 |                   |                 |               |               |                 |                 |                   |               |               |
| 2014 | 7    | Saint Petersburg                   | Milwaukee                          | Salt Lake City                     | Manhattan Beach                    | Cincinnati                         | Atlantic City                      | Huntington Beach                   |                                    |                  |                 |                 |               |                         |                 |                 |                 |                   |                 |                   |                 |               |               |                 |                 |                   |               |               |
| 2013 | 7    | Salt Lake City                     | Manhattan Beach                    | Cincinnati                         | Atlantic City                      | Saint Petersburg                   | Santa Barbara                      | Huntington Beach                   |                                    |                  |                 |                 |               |                         |                 |                 |                 |                   |                 |                   |                 |               |               |                 |                 |                   |               |               |
| 2012 | 2    | Cincinnati                         | Santa Barbara                      |                                    |                                    |                                    |                                    |                                    |                                    |                  |                 |                 |               |                         |                 |                 |                 |                   |                 |                   |                 |               |               |                 |                 |                   |               |               |
| 2011 | 1    | Huntington Beach                   |                                    |                                    |                                    |                                    |                                    |                                    |                                    |                  |                 |                 |               |                         |                 |                 |                 |                   |                 |                   |                 |               |               |                 |                 |                   |               |               |
| 2010 | 7    | Fort Lauderdale                    | Santa Barbara                      | Huntington Beach                   | Virginia Beach                     | Belmar                             | Hermosa Beach                      | Long Beach                         |                                    |                  |                 |                 |               |                         |                 |                 |                 |                   |                 |                   |                 |               |               |                 |                 |                   |               |               |
| 2009 | 16   | Panama City                        | Riverside                          | San Diego                          | Houston                            | Huntington Beach                   | Atlanta                            | Ocean City                         | Brooklyn                           | Manhattan Beach  | Hermosa Beach   | San Francisco   | Muskegon      | Chicago                 | Mason           | Las Vegas       | Glendale        |                   |                 |                   |                 |               |               |                 |                 |                   |               |               |
| 2008 | 18   | Miami                              | Dallas                             | Huntington Beach                   | Charleston                         | Louisville                         | Atlanta                            | Hermosa Beach                      | Belmar                             | Boulder          | Chicago         | Brooklyn        | Long Beach    | San Diego               | Mason           | Santa Barbara   | San Francisco   | Manhattan Beach   | Glendale        |                   |                 |               |               |                 |                 |                   |               |               |
| 2007 | 18   | Miami                              | Dallas                             | Huntington Beach                   | Glendale                           | Hermosa Beach                      | Louisville                         | Tampa                              | Atlanta                            | Charleston       | Seaside Heights | Long Beach      | Chicago       | Manhattan Beach         | Boston          | Brooklyn        | Mason           | Las Vegas         | San Francisco   |                   |                 |               |               |                 |                 |                   |               |               |
| 2006 | 16   | Fort Lauderdale                    | Tempe                              | Santa Barbara                      | Huntington Beach                   | Hermosa Beach                      | Sacramento                         | Seaside Heights                    | Atlanta                            | Birmingham       | Chicago         | Manhattan Beach | Brooklyn      | Boulder                 | Mason           | Las Vegas       | Lake Tahoe      |                   |                 |                   |                 |               |               |                 |                 |                   |               |               |
| 2005 | 14   | Fort Lauderdale                    | Tempe                              | Austin                             | Santa Barbara                      | San Diego                          | Mason                              | Belmar                             | Hermosa Beach                      | Huntington Beach | Manhattan Beach | Boulder         | Chicago       | Las Vegas               | Honolulu        |                 |                 |                   |                 |                   |                 |               |               |                 |                 |                   |               |               |
| 2004 | 12   | Fort Lauderdale                    | Tempe                              | Austin                             | Huntington Beach                   | Manhattan Beach                    | San Diego                          | Belmar                             | Hermosa Beach                      | Chicago          | Las Vegas       | Honolulu        | Santa Barbara |                         |                 |                 |                 |                   |                 |                   |                 |               |               |                 |                 |                   |               |               |
| 2003 | 9    | Fort Lauderdale                    | Tempe                              | Hermosa Beach                      | San Diego                          | Belmar                             | Manhattan Beach                    | Huntington Beach                   | Chicago                            | Las Vegas        |                 |                 |               |                         |                 |                 |                 |                   |                 |                   |                 |               |               |                 |                 |                   |               |               |
| 2002 | 7    | Huntington Beach                   | Hermosa Beach                      | Santa Barbara                      | Belmar                             | Manhattan Beach                    | Chicago                            | Las Vegas                          |                                    |                  |                 |                 |               |                         |                 |                 |                 |                   |                 |                   |                 |               |               |                 |                 |                   |               |               |
| 2001 | 8    | Hermosa Beach                      | Huntington Beach                   | Muskegon                           | Belmar                             | Virginia Beach                     | Santa Barbara                      | Manhattan Beach                    | Las Vegas                          |                  |                 |                 |               |                         |                 |                 |                 |                   |                 |                   |                 |               |               |                 |                 |                   |               |               |
| 2000 | 12   | Delray Beach                       | Santa Cruz                         | Hermosa Beach                      | Huntington Beach                   | Chicago                            | Santa Barbara                      | Muskegon                           | Belmar                             | Virginia Beach   | Seal Beach      | Manhattan Beach | Las Vegas     |                         |                 |                 |                 |                   |                 |                   |                 |               |               |                 |                 |                   |               |               |
| 1999 | 12   | Clearwater                         | New Orleans                        | Dallas                             | Hermosa Beach                      | Belmar                             | Chicago                            | Muskegon                           | Santa Barbara                      | Louisville       | Cleveland       | Manhattan Beach | Las Vegas     |                         |                 |                 |                 |                   |                 |                   |                 |               |               |                 |                 |                   |               |               |
| 1998 | 21   | Las Vegas                          | Tucson                             | Clearwater                         | Fort Myers                         | Dallas                             | San Antonio                        | Jacksonville                       | Daytona Beach                      | Corpus Christi   | Sacramento      | Cincinnati      | Cleveland     | Chicago                 | Seal Beach      | Belmar          | Minneapolis     | Milwaukee         | Atlanta         | Hermosa Beach     | San Diego       | Muskegon      |               |                 |                 |                   |               |               |
| 1997 | 23   | Las Vegas                          | Phoenix                            | Riviera Beach                      | Clearwater                         | Fort Myers                         | Miami                              | Dallas                             | Corpus Christi                     | San Antonio      | Indianapolis    | Lake Tahoe      | Hermosa Beach | Chicago                 | Cleveland       | Cape Cod        | Grand Haven     | Milwaukee         | Hermosa Beach   | Sacramento        | Vail            | Minneapolis   | Belmar        | Orlando         |                 |                   |               |               |
| 1996 | 23   | Fairfax                            | New York                           | Las Vegas                          | Phoenix                            | Riviera Beach                      | Fort Myers                         | Clearwater                         | San Diego                          | San Francisco    | Indianapolis    | Atlanta         | Dallas        | Boulder                 | Cleveland       | Grand Haven     | Minneapolis     | Old Orchard Beach | Milwaukee       | Santa Cruz        | Manhattan Beach | Belmar        | Hermosa Beach | Chicago         |                 |                   |               |               |
| 1995 | 26   | Washington, D.C.                   | Boston                             | Minneapolis                        | New York                           | Singer Island                      | Fort Myers                         | Pensacola                          | Clearwater                         | Mesa             | San Diego       | Dallas          | San Francisco | Atlanto                 | Baltimore       | Seaside Heights | Chicago         | Minneapolis       | Boston          | Belmar            | Milwaukee       | Seal Beach    | Santa Cruz    | Manhattan Beach | Boulder         | Hermosa Beach     | Newport Beach |               |
| 1994 | 26   | New York                           | Boca Raton                         | Fort Myers                         | Miami                              | Clearwater                         | Jacksonville                       | Atlanta                            | Dallas                             | Phoenix          | San José        | San Francisco   | Grand Haven   | Boulder                 | Milwaukee       | Baltimore       | Manhattan Beach | Isla Verde        | Chicago         | Belmar            | Santa Cruz      | Seal Beach    | San Diego     | Hermosa Beach   | Cincinnati      | Orlando           | Kauaʻi        |               |
| 1993 | 25   | Hawaii                             | New York                           | Fort Myers                         | Pensacola                          | Phoenix                            | Clearwater                         | Austin                             | San Antonio                        | Fort Worth       | San Diego       | Boulder         | Cleveland     | Seaside Heights         | Chicago         | Ocean City      | Manhattan Beach | Cape Cod          | Belmar          | Milwaukee         | Grand Haven     | Seal Beach    | Santa Cruz    | Hermosa Beach   | Cincinnati      | Daytona Beach     |               |               |
| 1992 | 26   | Honolulu                           | Pensacola                          | Fort Myers                         | Fresno                             | Phoenix                            | Clearwater                         | Austin                             | New Orleans                        | San Antonio      | Fort Worth      | San Diego       | Boulder       | Chicago                 | Cape Cod        | Louisville      | Manhattan Beach | Philadelphia      | Belmar          | Grand Haven       | Milwaukee       | Cleveland     | Seal Beach    | Santa Cruz      | Hermosa Beach   | Santa Barbara     | Daytona Beach |               |
| 1991 | 25   | Honolulu                           | Fort Myers                         | Fort Lauderdale                    | Phoenix                            | San Diego                          | Santa Barbara                      | Clearwater                         | Sacramento                         | Fresno           | Houston         | San Antonio     | Boulder       | Philadelphia            | Cape Cod        | Belmar          | Manhattan Beach | Grand Haven       | Chicago         | Milwaukee         | Cleveland       | Seal Beach    | Santa Cruz    | Hermosa Beach   | Orlando         | Daytona Beach     |               |               |
| 1990 | 25   | Fort Myers                         | Fort Lauderdale                    | Hawaii                             | Phoenix                            | Houston                            | New Orleans                        | Dallas                             | Clearwater                         | Sacramento       | Fresno          | Venice Beach    | San José      | Boulder                 | Indianapolis    | Cape Cod        | Manhattan Beach | Grand Haven       | Milwaukee       | Cleveland         | Chicago         | Seal Beach    | San Diego     | Seattle         | Hermosa Beach   | Santa Monica      |               |               |
| 1989 | 23   | Fort Myers                         | Miami                              | Tucson                             | Phoenix                            | New Orleans                        | Clearwater                         | Dallas                             | San José                           | Venice Beach     | Santa Cruz      | Honolulu        | Boulder       | Sacramento              | Manhattan Beach | Rhode Island    | Cleveland       | Milwaukee         | Rochester       | Chicago           | Seal Beach      | Seattle       | Hermosa Beach | San Diego       |                 |                   |               |               |
| 1988 | 27   | South Padre Island                 | Daytona Beach                      | Fort Myers                         | Panama City                        | Treasure Island                    | Scottsdale                         | Dallas                             | Clearwater                         | Ventura          | Seal Beach      | Honolulu        | Laguna Beach  | Boulder                 | Manhattan Beach | Rhode Island    | Rochester       | Cleveland         | Salisbury       | Milwaukee         | Venice Beach    | Santa Cruz    | Seattle       | Chicago         | San Francisco   | Pacific Palisades | San Diego     | Hermosa Beach |
| 1987 | 26   | Daytona Beach                      | Clearwater                         | Miami                              | Calgary                            | Fort Myers                         | Panama City                        | Honolulu                           | Scottsdale                         | Santa Barbara    | Santa Cruz      | Laguna Beach    | Hermosa Beach | Will Rogers State Beach | Milwaukee       | Salisbury       | Wildwood        | Ocean City        | Manhattan Beach | Hamptons          | Chicago         | Denver        | San Francisco | Seal Beach      | Manhattan Beach | Redondo Beach     | San Diego     |               |
| 1986 | 25   | Pensacola                          | Clearwater                         | Jacksonville                       | Fort Lauderdale                    | San Diego                          | Santa Cruz                         | Laguna Beach                       | Ventura                            | Zuma Beach       | Boulder         | Hermosa Beach   | Doheny Beach  | Wildwood                | Cape Cod        | Manhattan Beach | Chicago         | Honolulu          | Seal Beach      | Pacific Palisades | Redondo Beach   | San Francisco | Santa Barbara | Scottsdale      | Burbank         | Sacramento        |               |               |
| 1985 | 17   | Phoenix                            | Santa Cruz                         | Clearwater                         | Fort Lauderdale                    | Laguna Beach                       | San Diego                          | Long Beach                         | Boulder                            | Hermosa Beach    | Manhattan Beach | Wildwood        | Cape Cod      | Chicago                 | Honolulu        | Seal Beach      | Santa Barbara   | Redondo Beach     |                 |                   |                 |               |               |                 |                 |                   |               |               |
| 1984 | 20   | Scottsdale                         | Santa Cruz                         | Clearwater                         | Fort Lauderdale                    | Playa del Rey                      | Malibu                             | Laguna Beach                       | Long Beach                         | Mission Beach    | Honolulu        | Hermosa Beach   | Boulder       | Rosecrans               | Manhattan Beach | Chicago         | Ocean Beach     | Seal Beach        | Marine Street   | Redondo Beach     | Santa Barbara   |               |               |                 |                 |                   |               |               |

## Geschichte
Nach der Gründung der Association of Volleyball Professionals im Jahr 1983 kam es bei einer inoffiziellen Weltmeisterschaft 1984 in Redondo Beach zu einem Streik der Spieler. Ende April 1984 wurde das erste Turnier der neuen AVP Tour ausgetragen. Die erste Tour umfasste zwanzig Turniere; Frauen traten jedoch nur bei zwei dieser Turniere an. 1985 waren es siebzehn Turniere und in den folgenden Jahren immer mehr als zwanzig. 1986 gab es erste Fernsehübertragungen. 1988 stieg das Preisgeld mit dem Einstieg der Miller Brewing Company als Sponsor auf 4,5 Millionen US-Dollar. Charles Kiraly und sein Partner Kent Steffes prägten mit ihren Erfolgen in den folgenden Jahren die Turnierserie. Kiraly gewann 1991 auch die erste Ausgabe des von ihm initiierten Turniers „King of the Beach“, bei dem die Spieler mit wechselnden Partnern antreten. 1993 und 1994 waren Frauen an sechzehn bzw. vierzehn Turnieren beteiligt, nachdem sie zuvor selten bis gar nicht mitspielen konnten. 1996 erreichten Kiraly/Steffens nicht nur Rekordwerte bei der AVP Tour, sondern gewannen auch das erste olympische Beachvolleyball-Turnier.
1997 geriet die AVP in finanzielle Schwierigkeiten, weshalb die Preisgelder bei der AVP Tour 1998 durch fehlende Sponsorengelder deutlich sanken. Die neugründete Organisation Major League Volleyball übernahm anschließend die Organisation der AVP Tour, die 1999 und 2000 jeweils zwölf Turniere umfasste. 2001 wurden die Spieler und Spielerinnen nach einigen Umstrukturierungen gleichberechtigt in der AVP vereint. Seit der AVP Tour 2002 finden alle Turniere für Männer und Frauen statt. Die Anzahl der Turniere stieg schrittweise von sieben Veranstaltungen im Jahr 2002 auf 18 Turniere bei der Tour 2007. In diesen Jahren wurden Kerri Walsh und Misty May-Treanor, denen 2003 eine Saison ohne Niederlage gelang, zum dominanten Duo bei den Frauen. Im Januar und Februar 2007 gab es mit den „Hot Winter Nights“ die erste Indoor-Turnierserie der Beachvolleyballer.
Im August 2010 musste die AVP Insolvenz anmelden und brach die laufende Tour ab. Anschließend wechselte die Organisation mehrmals den Besitzer. 2011 fand ein Turnier statt, 2012 gab es zwei Turniere. Als Konkurrenz entstand vorübergehend die National Volley League (NVL). 2013 fand unter der Leitung von Donald Sun erstmals wieder eine Turnierserie statt. Sie umfasste wie auch in den nächsten drei Jahren sieben Turniere. Von 2017 bis 2019 gab es jeweils acht Turniere, unterteilt in Gold Series und Open-Turniere.

## Medien
Zum Erfolg der AVP Tour tragen auch die Fernsehübertragungen bei. Die ersten Bilder gab es 1986 bei ABC. 1991 sendete NBC beim Turnier in Milwaukee erstmals live von einem Turnier. In den folgenden Jahren wurden die Sendezeiten erweitert. Seit 2018 sind alle Spiele auch live und On-Demand beim Streamingdienst Amazon Prime Video zu sehen.